# Het zonnezwaard
Het zonnezwaard is het achttiende stripalbum uit de Thorgal-reeks en behoort samen met "De onzichtbare vesting", "Het brandmerk van de ballingschap", "De kroon van Ogotaï", "Reuzen" en "De kooi" tot de cyclus van "De onzichtbare vesting". 
Het verhaal verscheen voor het eerst in 1992 in het stripblad Tintin/Kuifje Het album verscheen in datzelfde jaar bij uitgeverij Le Lombard. Het album is getekend door Grzegorz Rosiński met scenario van Jean Van Hamme.

## Verhaal
Thorgal vertrekt alleen op reis om zijn familie te behouden voor het lot dat hem achtervolgt. Tijdens zijn reis wordt hij gevangengenomen door de sbires van Orgoff, een huurling die koning is geworden en zijn tegenstanders velt met een bliksemschicht. Thorgal weet echter te ontsnappen en komt terecht in een rebellenkamp onder leiding van Kriss van Valnor.

## Trivia
- Het olieverfschilderij dat Rosinkski maakte voor de cover bracht in februari 2013 vijfenveertigduizend euro op.[5]